# Cristina Laslo
Cristina Laslo, née le 10 avril 1996 à Cluj-Napoca, est une joueuse internationale roumaine de handball évoluant au poste de demi-centre.

## Palmarès

### En club
compétitions nationales
- championne du Monténégro en 2018 et 2019 (avec Budućnost Podgorica)
- vainqueur de la coupe du Monténégro en 2018 et 2019 (avec Budućnost Podgorica)

### En sélection
championnats du monde 
- 10e du championnat du monde 2017

championnats d'Europe
- 4e du championnat d'Europe 2018
- 5e du championnat d'Europe 2016

autres
- troisième du championnat du monde junior en 2016
- vainqueur du championnat du monde jeunes en 2014

### Distinctions individuelles
- meilleure demi-centre du championnat du monde junior en 2016[1]
- meilleure demi-centre du championnat du monde jeunes en 2014[2]